# فرید سلیمان
فرید سلیمان (اوکراینی: Фарид Хемаятулатович Сулейман؛ زادهٔ ۳ ژانویهٔ ۱۹۹۴) بازیکن فوتبال اهل اوکراین است.
وی همچنین در تیم ملی فوتبال Ukraine-17 بازی کرده‌است.